# Eisencarboxymaltose
Eisencarboxymaltose ist ein Arzneistoff zur parenteralen Behandlung von Eisenmangel/Eisenmangelanämie. Der Wirkstoff ist ein makromolekularer Komplex, bestehend aus Eisen(III)-hydroxid (dreiwertiges Eisen, Fe3+) und dem Komplexbildner Carboxymaltose.

## Eigenschaften
Eisencarboxymaltose (Freiname) gehört chemisch zu den Eisen(III)-hydroxid-Polymaltose-Komplexen, in denen Nanopartikel aus unlöslichen Eisenhydroxidverbindungen von Dextrinen oder Dextrin-Oxidationsprodukten umhüllt sind.

## Anwendung
Eisencarboxymaltose wird intravenös verabreicht bei Patienten mit Eisenmangel/Eisenmangelanämie, bei denen eine orale Eisentherapie ungenügend wirksam, unwirksam oder nicht durchführbar ist. Im Vergleich zur oralen Eisentherapie wird bei der intravenösen Eisentherapie der Eisenmangel rascher ausgeglichen und die Anämie in der Regel entsprechend schneller behoben.
Eisencarboxymaltose wird nur angewendet, wenn im Blut ein Eisenmangel nachgewiesen werden kann (z. B. niedriges Ferritin oder niedrige Transferrin-Sättigung).
Das Arzneimittel liegt in Ampullen vor. Eisencarboxymaltose kann als Bolus oder als Infusion verabreicht werden, für eine Infusion wird der Ampulleninhalt mit isotonischer Kochsalzlösung verdünnt. Für die Einzeldosis und die Wochendosis existieren Obergrenzen. Die Menge des insgesamt zu verabreichenden Eisens lässt sich aus dem Hämoglobinwert des Patienten und dem Körpergewicht berechnen, wobei die Ganzoni-Formel angewendet wird.
Da die intravenöse Verabreichung von Eisenpräparaten in seltenen Fällen akute Überempfindlichkeitsreaktionen vom Soforttyp (anaphylaktische Reaktionen) auslösen kann, darf das Präparat nur verabreicht werden, wenn medizinisches Fachpersonal vorhanden ist, welches solche Überempfindlichkeitsreaktionen sofort erkennt und behandeln kann. Für die Überempfindlichkeitsreaktion ist vorwiegend Dextran verantwortlich, das in früheren Eisenpräparaten zum Einsatz kam. Eisencarboxymaltose enthält kein Dextran.
Der Wirkstoff ist seit 2007 auf dem Markt und in über 70 Ländern zugelassen. Es wird in Deutschland, Österreich und der Schweiz unter dem Handelsnamen Ferinject vertrieben.

## Pharmakologie

### Wirkungsweise
Der Wirkstoff wird im Blut über Makrophagen in das Retikulendotheliale System aufgenommen, vorwiegend in der Leber, wo das Eisen in Speichereisen (Ferritin) oder Transporteisen (Transferrin) verpackt wird und so dem Körper für verschiedenen Funktionen, hauptsächlich zum Einbau in Hämoglobin in den roten Blutkörperchen, zur Verfügung gestellt werden kann. Hämoglobin transportiert den Sauerstoff aus der Lunge zu den Körperzellen.

### Pharmakodynamik
Die Utilisation, resp. Aufnahme in den Erythrozyten 24 Tage nach der Verabreichung, des über Eisencarboxmaltose intravenös zugeführten Eisens betrug bei Patienten mit Eisenmangelanämie zwischen 91 und 99 % und bei renaler Anämie zwischen 61 und 84 %.

### Pharmakokinetik
Im Anschluss an eine Verabreichung einer Einzeldosis werden maximale Serumeisenwerte nach 15 bis 70 Minuten erreicht. Das verabreichte Eisen wird rasch aus dem Blutplasma eliminiert mit einer Plasmahalbwertszeit zwischen 7 und 12 Stunden. Die mittlere Verweildauer beträgt 11 bis 17 Stunden. Die renale Elimination ist vernachlässigbar.

## Klinische Wirksamkeit und Sicherheit
Die Wirksamkeit und Sicherheit wurde in zahlreichen klinischen Studien untersucht und dokumentiert. Unter anderem bei Dialysepatienten, bei Patienten mit Anämie im Rahmen von chronischen Darmerkrankungen, Herzinsuffizienz, Niereninsuffizienz und bei Patientinnen mit postpartaler Anämie.

### Studien zur Wirksamkeit
Bei Patienten mit chronischer Herzinsuffizienz und Eisenmangel konnte eine Verbesserung des Patient Global Assessment Score, des Müdigkeitsscores und der Lebensqualität erzielt werden. Gleichzeitig bestand ein geringeres Risiko für einen stationären Krankenhausaufenthalt infolge einer kongestiven Herzinsuffizienz. Bei Frauen mit symptomatischer Müdigkeit unbekannter Ursache und Eisenmangel konnte innerhalb kurzer Zeit (7 Tage) die Müdigkeit verringert werden. Bei Patienten mit chronischer Niereninsuffizienz ohne Dialyse fand sich ein verzögerter Bedarf an alternativen Therapien zur Behandlung der Anämie (Bluttransfusion, Erythropoiese-stimulierende Arzneimittel). Bei schwangeren Frauen (2. und 3. Trimenon) mit Eisenmangelanämie wurde eine Verbesserung der vergleichbaren Hb-Werte erzielt. Es fand sich eine schnellere und häufigere Anämiekorrektur sowie bessere Lebensqualität mit Eisencarboxymaltose. Die Sicherheit und Verträglichkeit von Eisencarboxmaltose bei schwangeren Frauen und dem Foetus wurde bestätigt. Bei Patienten mit Morbus Crohn oder Colitis Ulcerosa und Eisenmangel fand sich bei mehr Patienten in der Eisencarboymaltose-Gruppe im Vergleich zur Eisensaccharose-Gruppe ein erhöhter Hb-Wert. Die Lebensqualität war in beiden Gruppen verbessert, die Verträglichkeit war vergleichbar.

### Gegenanzeigen und Vorsichtsmaßnahmen
Bei einer bekannten Überempfindlichkeit gegen Eisenpräparate darf Eisencarboxmaltose, wie alle anderen parenteralen Eisenpräparate, nicht angewendet werden. Bei Anämien, die eine andere Ursache als Eisenmangel haben, wird kein Eisenpräparat verabreicht. Bei bekannter Eisenüberladung oder Eisenverwertungsstörung dürfen Eisenpräparate ebenfalls nicht verabreicht werden.
Da das Arzneimittel nicht bei Kindern untersucht worden ist, sollte das Präparat nicht bei Kindern unter 14 Jahren verabreicht werden.
Eisencarboxymaltose darf nicht mit anderen Arzneimittel gemischt oder gleichzeitig mit oralem Eisen verabreicht werden. Bei Verabreichung als Infusion darf das Präparat nur mit isotoner Kochsalzlösung verdünnt werden.

### Nebenwirkungen
Als Nebenwirkungen mit einer Häufigkeit zwischen 1 und 10 % wurden unter anderen Kopfschmerzen, Schwindel, Blutdruckanstieg, Übelkeit und lokale Reaktion an der Infusionsstelle beobachtet. Seltene Nebenwirkungen mit einer Häufigkeit zwischen 0,1 % und 1 % umfassten unter anderen Empfindungsstörungen, Geschmacksstörungen, Pulsanstieg, Blutdruckabfall, Wallungen, Muskelschmerzen und Bauchschmerzen. Als sehr seltene Nebenwirkungen mit einer Häufigkeit zwischen 0,1 und 0,01 % werden unter anderen anaphylaktische Reaktionen, Venenentzündung, Blähungen und grippeähnliche Symptome beschrieben.
Weiterhin wurde gezeigt, dass die intravenöse Gabe von Eisencarboxymaltose in ca. 40 % der Fälle zu einer transienten (vorübergehenden) Hypophosphatämie führt.

## Handelsnamen
Eisencarboxymaltose wird unter dem Namen Ferinject gehandelt.